# Atlético Petróleos de Luanda (calcio)
L'Atlético Petróleos de Luanda, anche noto come Petro Atlético de Luanda, o semplicemente Petro Atlético o Petro de Luanda, è una società calcistica angolana con sede nella capitale Luanda. Appartiene alla polisportiva omonima, fondata nel 1980 e comprendente anche una sezione di pallacanestro, l'Atlético Petróleos Luanda Basquetebol.
Nel suo palmarès può vantare la vittoria di 18 campionati angolani, 15 Coppe d'Angola e 7 Supercoppe d'Angola, titoli che la rendono la società più decorata del paese. 
I colori sociali sono il giallo e il blu. Gioca le partite casalinghe allo stadio nazionale 11 novembre, impianto che può ospitare 48 500 spettatori.
Nelle file di questa squadra hanno militato Jamba, Lamá, Akwá, Lebo Lebo, Delgado, João Ricardo, Manucho e Zé Kalanga.

## Palmarès

### Competizioni nazionali
- Campionato angolano: 19

1982, 1984, 1986, 1987, 1988, 1989, 1990, 1993, 1994, 1995, 1997, 2000, 2001, 2008, 2009, 2021-2022, 2022-2023, 2023-2024, 2024-25
- Coppa d'Angola: 15

1987, 1992, 1993, 1994, 1997, 1998, 2000, 2002, 2012, 2013, 2017, 2021, 2022, 2023, 2024
- Supercoppa d'Angola: 7

1987, 1988, 1993, 1994, 2002, 2013, 2023

### Altri piazzamenti
- Campionato angolano:

Secondo posto: 2018
Terzo posto: 2011, 2012
- Coppa d'Angola:

Finalista: 1990, 1991, 2014
- Supercoppa d'Angola:

Secondo posto: 1991, 1992, 1995, 1996, 1998, 1999, 2001, 2003, 2009, 2010, 2014, 2021, 2022
- CAF Champions League:

Semifinalista: 2001, 2021-2022
- Coppa CAF:

Finalista: 1997